# Mueang Phatthalung
Mueang Phatthalung (em tailandês: อำเภอเมืองพัทลุง) é um distrito da província de Phatthalung, no sul da Tailândia. É um dos 11 distritos que compõem a província. Sua população, de acordo com dados de 2012, era de 119 642 habitantes, e sua área territorial é de 427,4 km².